# HMS Cavalier (R73)
HMS Cavalier (R73) byl torpédoborec Britského královského námořnictva třídy C. Do služby vstoupil v roce 1944. Jako jediný dochovaný britský druhoválečný torpédoborec je od roku 1998 zpřístupněn jako muzejní loď v Chathamu.

## Stavba

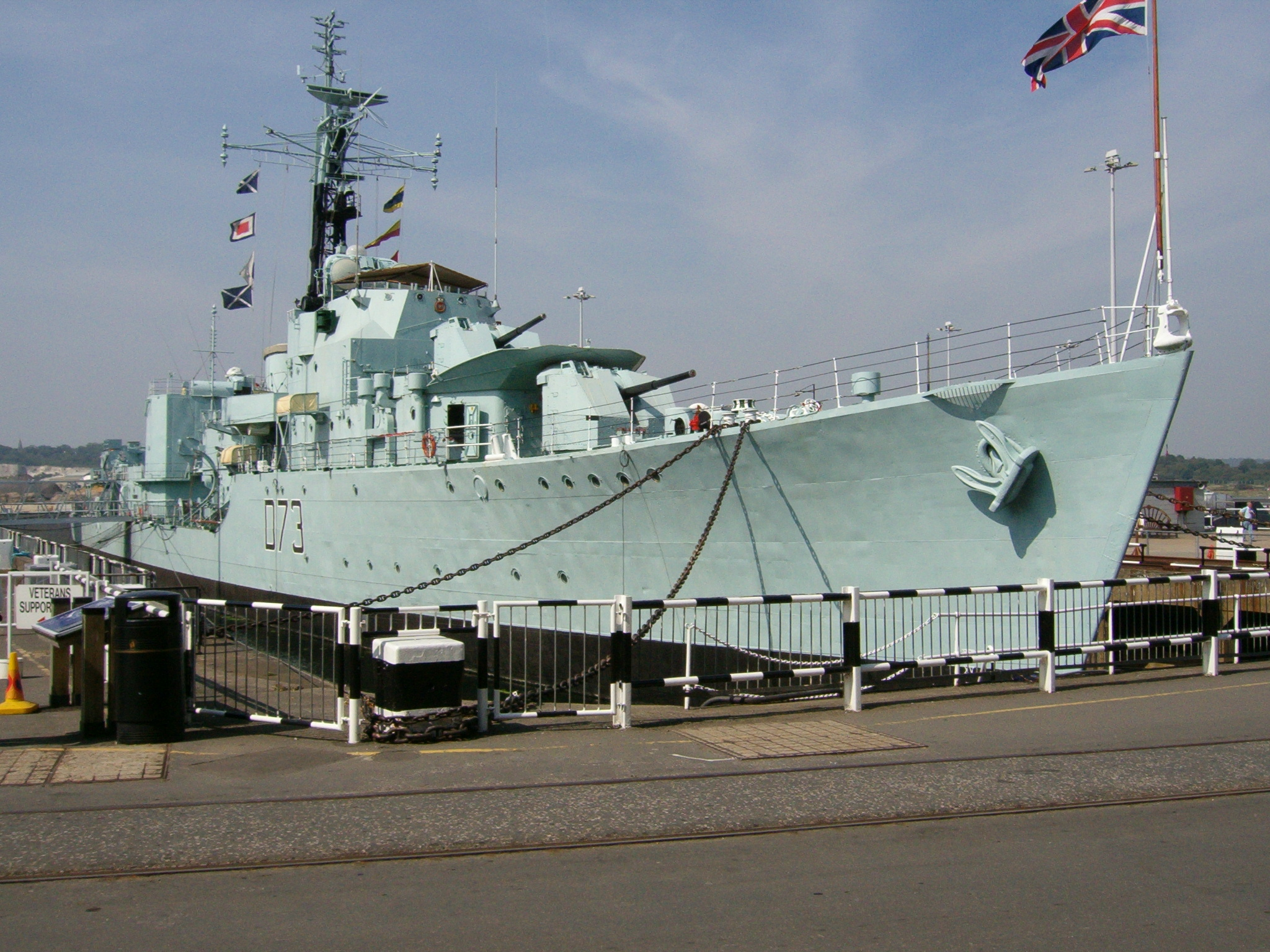
Cavalier v roce 2005

Stavba lodi byla zahájena 28. března 1943 v britské loděnici J. Samuel White, která vyráběla i letadla. 7. dubna 1944 byla loď spuštěna na vodu a dne 22. listopadu 1944 byl torpédoborec Cavalier uveden do služby.

## Výzbroj

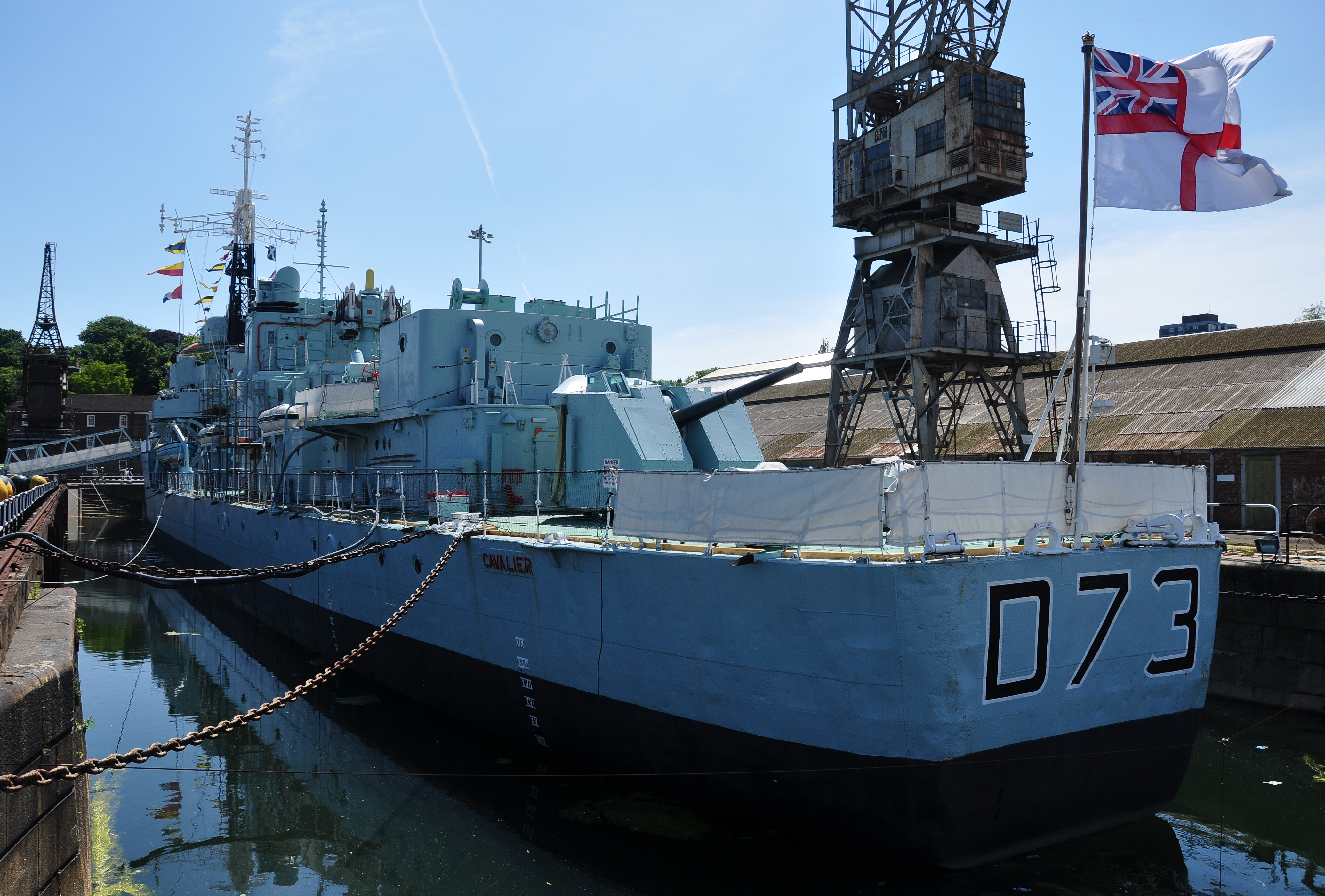
Cavalier v roce 2012

Cavalier byl vyzbrojen třemi 113mm děly QF Mk 4 a 40mm protiletadlovými kanóny Bofors. Dále torpédoborec disponoval 40mm automatickými kanóny QF 2-pounder, 20mm automatickými kanóny Oerlikon, dvěma pětinásobnými torpédomety pro 533mm torpéda a čtyřmi vrhači hlubinných pum. V roce 1957 byly na loď přidány dva protiponorkové minomety Squid a v roce 1964 byl na Cavalier nainstalován jeden raketomet pro protiletadlové řízené střely krátkého dosahu Sea Cat.